# Бловац
Бловац (нім. Blowatz) — громада в Німеччині, розташована в землі Мекленбург-Передня Померанія. Входить до складу району Північно-Західний Мекленбург. Складова частина об'єднання громад Нойбург.
Площа — 30,21 км2. Населення становить 1144 ос. (станом на 31 грудня 2020).